# Vorderes Rohrbächle
Das Vordere Rohrbächle ist ein 1,8 km langer, linker und nordwestlicher Nebenfluss des Kirbachs im baden-württembergischen Sachsenheim, Landkreis Ludwigsburg.

## Geographie

### Verlauf
Der Bach entspringt etwa 1,3 km ostnordöstlich von Häfnerhaslach an der südöstlichen Flanke des Schlierkopfs auf einer Höhe von 369 m ü. NHN. Beginnend mit einer westlichen Richtung wendet sich der Lauf in einem weiten Bogen nach Südosten. Nach etwa 500 m Fließstrecke mündet rechtsseitig der Bach vom Heiligenbergsee. Etwa 350 m weiter flussabwärts mündet linksseitig ein weiterer Bach. Nach der Unterquerung der Kreisstraße 1642 mündet das Vordere Rohrbächle auf 369 m ü. NHN in den Kirbach. Die Mündung liegt etwa einen Kilometer westlich vom Kirbachhof. Bei einem Höhenunterschied von 93 m beträgt das mittlere Sohlgefälle 51,7 ‰.

### Einzugsgebiet
Das Vordere Rohrbächle besitzt ein 1,236 km² großes Einzugsgebiet, das über Kirbach, Metter, Enz, Neckar und Rhein zur Nordsee entwässert. Es grenzt im Nordosten an das des Hinteren Rohrbächle und im Nordwesten ein kurzes Stück an das des Selterbachs. Beide sind wie das Vordere Rohrbächle ebenfalls Kirbachzufüsse.

## Naturschutz
Das Vordere Rohrbächle fließt auf seiner gesamten Länge im Naturpark Stromberg-Heuchelberg. Es liegen folgende Biotope am Bachlauf:
- Vorderes Rohrbächle O Häfnerhaslach (2)[2]
- Vorderes Rohrbächle O Häfnerhaslach (1)[3]
- Kirbach und Zuflüsse zwischen Häfnerhaslach und Spielberg[4]
- Großseggenr. u. Naßwies. i. d. Kirbachaue i. 'Meiereital'[5]